# Bund Österreichischer Frauenvereine
Der Bund Österreichischer Frauenvereine (BÖFV, früher auch BÖF) ist ein Dachverband für österreichische Frauenorganisationen. Der Verein versteht sich als politische Lobby-Organisation für Anliegen von Frauen in Beruf, Familie und Gesellschaft.

## Geschichte
| Vorsitzende des BÖFV | im Zeitraum |
| -------------------- | ----------- |
| Marianne Hainisch    | 1902–1918   |
| Hertha Sprung        | 1918–1932   |
| Marie Hoheisel       | 1932–1938   |
| aufgelöst            | 1938–1947   |
| Henriette Hainisch   | 1947–1968   |
| Hermine Stöckl       | 1968–1980   |
| NN                   | 1980–1993   |
| Friedl Corcoran      | 1992–1993   |
| NN                   | 1993–1997   |
| Eleonore Hauer-Rona  | 1997–       |

### Gründungszeit bis Zweiter Weltkrieg
Der BÖFW entstand aufgrund einer Ermutigung durch den Internationalen Frauenrat (ICW), der in den USA bereits seit 1888 aktiv war. Der ICW war um die Jahrhundertwende von 1900 stark am Ausbau seines internationalen Netzwerks interessiert. Marianne Hainisch wurde von österreichischen Frauenorganisationen als Repräsentantin zur ICW-Konferenz in London 1899 entsandt und brachte von dort Gestaltungsideen und konkrete Vorgaben mit, anhand derer sie einen Zusammenschluss der österreichischen Vereine unter einem Dachverband organisierte. Es dauerte nicht zuletzt wegen der politischen Lage in Österreich-Ungarn mehrere Jahre, bis Hainisch 1902 mit etwa 12 bis 20 österreichischer Mitgliedsvereine den BÖFV gründete. 1904, mittlerweile auf 35 Mitglieder angewachsen, erfüllte der Bund die formellen Vorgaben des ICW und wurde von diesem anlässlich der Internationalen Frauenkonferenz in Berlin als Dachverband aufgenommen. Bertha von Suttner hielt bei diesem Anlass eine weithin beachtete Rede für den Frieden.
In der Folgezeit engagierte sich der BÖFV auf internationaler wie nationaler Ebene für Frauenrechte und entwickelte starke sozialpolitische Aktivität. Die Vereinsarbeit blieb auf Deutschösterreich beschränkt, da kaum Bemühungen unternommen wurden, etwa die ungarische Reichshälfte mit in den Verein zu integrieren. Die Zeitschriften Der Bund und Die Österreicherin wurden herausgegeben. Ein Fokus der BÖFV-Arbeit lag auf Berufsberatung und Hilfestellung für Jugendliche und auf Gesundheitsvorsorge, zahlreiche weitere Themen wurden in nach Dringlichkeit wechselnden Kommissionen behandelt. Es gab aber auch Rückschritte, so trat 1906 der Allgemeine Österreichische Frauenverein AÖFV wieder aus dem BÖFV aus, weil der AÖFV das Frauenwahlrecht und (sozial-)politische Ziele wesentlich schärfer vertrat, während der BÖFV das gesamte politische Spektrum ansprechen wollte und zwangsläufig auch bürgerlich-liberale und konservative Interessen vertrat. Damit war die österreichische Frauenbewegung ab 1906 in ein gemäßigtes und ein radikales Lager gespalten; 24 teils prominente Mitglieder des AÖFV traten aus diesem aus. 1909 wurde die Vorsitzende Hainisch als ICW-Vizepräsidentin gewählt und organisierte für 1910 ein ICW-Treffen in Innsbruck. 1914 wies der Bund 74 Mitgliedsvereine auf. Vor Beginn des Ersten Weltkriegs noch für Frieden eintretend, engagierte sich der BÖFV ab 1914 vor allem patriotisch an der „Heimatfront“, einzelnen pazifistischen Aktivistinnen zum Trotz.
Das Frauenwahlrecht wurde in der neu gegründeten Republik Österreich 1918 erlangt. Leopoldine Kulka führte den AÖFV zurück in den BÖFV, auch wenn sich der AÖFV bald darauf ganz auflöste. Ab 1919 kam es zu nationalistischen Tendenzen innerhalb des BÖFV, nachdem die Vorsitzende Sprung angekündigt hatte, sich gegen „volksfremde“ Elemente stellen zu wollen. Im Laufe der 1920er näherte sich die eigentlich unpolitische Bewegung immer weiter an die Position der Großdeutschen Volkspartei an. 1930 fand in Wien die achte Fünfjahreskonferenz des ICW statt, bei der die alte Garde internationaler Frauenführerinnen in Person von Hainisch und Lady Aberdeen im Mittelpunkt stand. 1931 waren noch 46 Mitgliedsvereine im BÖFV organisiert. Mit der Errichtung des Ständestaats 1934 wurden Frauenrechte teils massiv eingeschränkt, wogegen der BÖFV erfolglos Stellung bezog und erstmals den Schulterschluss mit der katholischen Kirche suchte. 1935 wurde der BÖFV in die Vaterländische Front eingegliedert. Mit dem Anschluss Österreichs 1938 wurde diese gesamte Struktur aufgelöst und auch alle Geldmittel verstaatlicht.

### Neuere Geschichte
Zwischen 1946 und 1947 kam es zum Neuanfang des BÖFV, nachdem die Besatzungsmächte die Neugründung des Frauendachverbands unter altem Namen gestatteten. Henriette Hainisch, mit der Gründerin verschwägert, wurde neue Vorsitzende. Der neue BÖFV blieb wertkonservativ ausgerichtet, fand weitaus weniger Mitgliedsvereine und blieb in seiner gesellschaftlichen Bedeutung beschränkt, was sich als jahrzehntelange Krise des Verbands bemerkbar machte. Nichtsdestotrotz fanden in Wien seit 1945 wiederholt internationale Kongresse der internationalen Frauenorganisationen statt. In den ICW wurde der BÖFV 1951 wieder aufgenommen; 1961 war der BÖFV Gründungsmitglied des Europäischen Regionalrats ECICW. Im Zuge der EU-Erweiterung um Österreich wurde der BÖFV ab 1995 auch in die Belange der Europäischen Frauenlobby EWL einbezogen. Seit 1997 ist Eleonore Hauer-Rona Vorsitzende des BÖFV.